# Temptation (album)
Pour les articles homonymes, voir Temptation.
Temptation est le premier album du groupe allemand Monrose. L'album est sorti en décembre 2006.

## Liste des pistes
1. "Shame" (Tim Hawes, Pete Kirtley, Christian Ballard, Andrew Murray) - 3:29
2. "Even Heaven Cries" (Robbie Nevil, Philip Denker, Lauren Evans, Jonas Jeberg, Jens Lumholt) - 3:56
3. "Oh La La" (T. Hawes, P. Kirltey, Obi Mhondera) - 3:46
4. "No" (Holly James, Tim Goodacre, Stuart Roslyn) - 2:58
5. "I'm Gonna Freak Ya" (Winston Sela, Roberto Martorell, N. Martorell) - 3:27
6. "Love Don't Come Easy" (Toni Cottura, Marcus Brosch, Kim Zebrowski, Inessa Alessandrova) - 4:38
7. "2 of a Kind" (Gary Barlow, Eliot Kennedy, Tim Woodcock) - 3:12
8. "Your Love Is Right Over Me" (T. B. Andrews) - 4:35
9. "Work It" (Anthony Little, Richard Kelly - 3:54
10. "Do That Dance" (Claude-Michel Schönberg, Alain Boublil, Richard Maltby) - 3:26
11. "Live Life Get By" (J. Shorten, Niara Scarlett) - 3:57
12. "Push Up on Me" (Jeremy Skaller, Robert Larrow, Thara Prashad, Edwin "Lil' Eddie" Serrano, George Adamas, Eritz Laues) - 4:03